# Phạm Hồng Thám
Phạm Hồng Thám (1902–1978), bí danh Phạm Thái, Đông Phương, Thanh Phong, Hai Phước, là một nhà cách mạng Việt Nam, nguyên Bí thư Tỉnh ủy Sóc Trăng của Đảng Cộng sản Việt Nam.

## Thân thế
Phạm Hồng Thám có tên tộc là Thấm, sinh ngày 6 tháng 2 năm 1902 tại tổng Thuận Vi, huyện Thư Trì, tỉnh Thái Bình (nay là xã Tân Thuận, tỉnh Hưng Yên), với cha là Phạm Văn Miến, mẹ là Huỳnh Thị Rỗ. Gia đình chủ yếu làm mướn, đôi khi chăn tằm để kiếm thêm thu nhập.
Năm 7 tuổi, ông được cha cho theo học thầy đồ trong làng, được một năm thì chính quyền Pháp cấm dạy Hán học. Năm 1919, ông theo chú đến Cẩm Phả làm nghề vác than, nhưng do có thái độ chống bóc lột mà bị đuổi việc.
Tháng 8 năm 1920, ông xin đi lính mộ cho Pháp. Năm sau, các tân binh được đưa sang Nantes để huấn luyện. Trong thời gian ở Pháp (1921–1925), ông được tiếp xúc với Nguyễn Ái Quốc thông qua báo Le Paria.

## Hoạt động cách mạng
Tháng 6 năm 1926, ông được hai Hội viên Hội Việt Nam Cách mạng Thanh niên là Phạm Văn Chất và Hồ Ngọc Lân liên hệ vận động. Ngày 1 tháng 5 năm 1929, dưới sự chủ trì của Ngô Gia Tự, ông kết nạp vào Hội. Ngày 27 tháng 1 năm 1930, ông bị thực dân Pháp bắt giữ và đày ra Côn Đảo.
Tháng 4 năm 1935, Chi bộ nhà tù Côn Đảo tổ chức đóng bè vượt ngục, ông cùng Tạ Uyên, Nguyễn Văn Cọng (Chín Phước), Minh Thẹo và Nguyễn Hữu Tiến được lựa chọn. Ngày 1 tháng 5, chiếc bè trôi vào bãi biển thuộc quận Vĩnh Châu (Bạc Liêu), năm người chia ra hoạt động. Tại Năm Căn (Cà Mau), Phạm Hồng Thám dùng bí danh Đông Phương gây dựng cơ sở, mở lớp huấn luyện chính trị cho lao động địa phương. Tháng 8, ông đến Rạch Gốc liên hệ với Phan Ngọc Hiển để xây dựng lực lượng nhằm đón những đồng chí từ Côn Đảo trở về đất liền.
Từ tháng 10 năm 1935 đến năm 1937, ông lần lượt thành lập các Chi bộ Đảng ở ấp Rạch Gốc (Bí thư Nguyễn Văn Hoành), làng Tân Hưng Tây (Bí thư Nguyễn Văn Sỏi), làng Thới Bình (Bí thư Ba Kiếm),... Chợ Hội (Bí thư Nguyễn Văn Giai), quận lỵ Cà Mau (Bí thư Lâm Thành Mậu), làng Phong Lạc (Bí thư Trần Văn Đại),... cùng các tổ chức công hội, nông hội, hội ái hữu, tương tế, thanh niên, phụ nữ...
Ngày 5 tháng 7 năm 1937, Hội nghị Đảng bộ quận Cà Mau được tổ chức tại nhà Lâm Thành Mậu (tỉnh lỵ Cà Mau) dưới sự chủ trì của Phạm Văn Bảy (đại diện của Liên Tỉnh ủy Hậu Giang), có sự góp mặt của đại diện 12 Chi bộ. Hội nghị đã thành lập Quận ủy Cà Mau do Phạm Hồng Thám làm Bí thư Quận ủy, Trần Văn Đại làm Phó Bí thư. Cuối tháng, ông được Xứ ủy Nam Kỳ chỉ định bổ sung vào Liên Tỉnh ủy Hậu Giang, phụ trách các tỉnh Sóc Trăng, Bạc Liêu, Rạch Giá.
Ngày 25 tháng 9 năm 1938, Hội nghị đại biểu ba quận Cà Mau, Giá Rai và Vĩnh Châu được tổ chức ở Lung Lá - Nhà Thể dưới sự chủ trì của Phạm Hồng Thám (đại diện của Liên Tỉnh ủy Hậu Giang), bầu ra Ban Chấp hành lâm thời Đảng bộ tỉnh Bạc Liêu do Bùi Thị Trường làm Bí thư Tỉnh ủy lâm thời, Trần Văn Đại làm Phó Bí thư, Nguyễn Tấn Khương làm Ủy viên Thường vụ. Ngày 3 tháng 2 năm 1939, Đại hội Đại biểu tỉnh Bạc Liêu lần đầu tiên được tổ chức dưới sự chỉ đạo của Hoàng Ấn (đại diện Xứ ủy) và Phạm Hồng Thám (đại diện của Liên Tỉnh uỷ Cần Thơ), bầu ra Ban Chấp hành Đảng bộ tỉnh chính thức do Trần Văn Đại được bầu làm Bí thư, Lê Hữu Ngọc làm Phó Bí thư, Nguyễn Tấn Khương làm Ủy viên Thường vụ.
Cuối năm 1939, Liên Tỉnh ủy Cần Thơ quyết định điều động Phạm Hồng Thám, Nguyễn Tấn Khương, Bùi Thị Trường đến bổ sung cho Đảng bộ tỉnh Sóc Trăng. Tháng 5 năm 1940, Hội nghị đại biểu Đảng bộ tỉnh Bạc Liêu do Tạ Uyên (đại diện Xứ ủy) và Phạm Hồng Thám (đại diện Liên Tỉnh ủy) chủ trì đã bầu Tỉnh ủy mới do Trần Văn Thời làm Bí thư. Tháng 7, Tỉnh ủy lâm thời Sóc Trăng bị vỡ, Bí thư Tỉnh ủy Dương Minh Quan bị thực dân Pháp bắt giữ. Phạm Hồng Thám quyết định tái lập Tỉnh ủy lâm thời do bản thân làm Bí thư Tỉnh ủy, Nguyễn Tấn Khương làm Phó Bí thư, nhằm khôi phục tổ chức Đảng trong tỉnh. Không lâu sau, ông tham dự Hội nghị Xứ ủy Nam Kỳ tại Tân Hương và được bầu vào Xứ ủy, phụ trách Binh vận ở vùng 2 (gồm hai tỉnh Bà Rịa và Biên Hoà). Đảng bộ Sóc Trăng thành lập Tỉnh ủy lâm thời mới do đồng chí Minh làm Bí thư.
Cuối năm 1940, cuộc khởi nghĩa Nam Kỳ thất bại, ông tạm thời làm công nhân ẩn núp một thời gian. Năm 1941, ông về Thới Bình bắt đầu tiến trình khôi phục các cơ sở Đảng ở một dải từ Hà Tiên đến Cà Mau. Đầu năm 1945, ông móc nối với các một số đồng chí mới trở về từ nhà tù như Tám Đại, Nguyễn Thành An, Hai Dân, Thái Ngọc Sanh, Tư Thạnh,... Ngày 20 tháng 1, tại Lung Lá - Nhà Thể, Ban vận động tái lập Đảng bộ Nam Kỳ được thành lập do Phạm Hồng Thám làm Trưởng ban. Ngày 5 tháng 5, tại Tân Bằng, Ban vận động tái lập Đảng bộ Nam Kỳ triệu tập Hội nghị đại biểu các chi bộ khu vực Cà Mau, thành lập Đảng bộ tỉnh lâm thời, xuất bản báo Độc lập làm cơ quan ngôn luận. Tháng 8 năm 1945, ông được điều động sang tỉnh Hà Tiên giữ chức Bí thư Tỉnh ủy lâm thời, lãnh đạo khởi nghĩa giành chính quyền trong tỉnh.

## Tham gia kháng chiến
Năm 1946, Phạm Hồng Thám trở thành chỉ huy Vệ quốc đoàn tỉnh, phụ trách xây dựng các công binh xưởng và khu căn cứ trong rừng U Minh. Tháng 1 năm 1947, đơn vị của ông được Bộ Tư lệnh Khu 9 biên chế Đại đội độc lập 1088, tác chiến ở nhiều mặt trận Bạc Liêu, Sóc Trăng, Long Xuyên, Châu Đốc, Cần Thơ,...
Năm 1951, ông được điều động làm đặc phái viên Thanh tra quân sự Liên khu Nam Bộ. Năm 1953, ông là Giám đốc Sở Kho thóc Nam Bộ.
Năm 1954, Hiệp định Genève được ký kết, ông được phân công ở lại miền Nam, ban đầu phụ trách bảo vệ cho Lê Duẩn, nguyên Bí thư Trung ương Cục Miền Nam. Năm 1965, ông làm Chính trị viên Tiểu đoàn Hậu cần 123. Năm 1966, do tuổi tác đã cao, ông được Khu ủy miền Tây Nam Bộ rút về công tác tại Ban Tổ chức Khu ủy.
Năm 1971, ông được đưa ra miền Bắc để điều trị.
Năm 1975, ông trở về Cần Thơ sinh sống.
Đầu năm 1978, ông được Tỉnh ủy Hậu Giang đưa ra Hà Nội điều trị và mất vào ngày 5 tháng 8, hưởng thọ 78 tuổi.

## Vinh danh
Tên ông được đặt cho một con đường tại Phường 4, thành phố Cà Mau.